# 333636 Reboul
333636 Reboul este o planetă minoră (asteroid) din centura de asteroizi. A fost descoperită pe 26 august 2008 la observatoire des Pises⁠(d) de observatoire des Pises⁠(d). 
Obiectul prezintă o orbită caracterizată de o semiaxă mare de 2,5815606220735 UAi, o excentricitate de 0,28, o înclinație de 13,9 ° în raport cu ecliptica.